# Inteckning
Inteckning är en juridisk term med flera betydelser. Med inteckning kan menas en verkställd anteckning om vissa av en persons (bolag, korporation, fysisk person eller annat) tillkommande rättigheter till en annan persons (fysisk person, bolags, korporations eller annat) egendom, i ändamål att bereda säkerhet för att dessa rättigheter består. Detta utförs av en offentlig myndighet. Förutom fastigheter kan till exempel fartyg, flygplan (luftfartyg) och i vissa länder fordon intecknas.
Besläktad med inteckning är lagfart.  En lagfart är en på ovannämnda sätt verkställd anteckning om en fysisk eller juridisk persons äganderätt (eller frälseränterätt) till fast egendom.
Om man bortser från de undantagsfall, då inteckning fortfarande meddelas i annat än fast egendom (se Förlagsinteckning, Förlag), samt från det redan nämnda, då lagfart används för tryggande av annan rätt än äganderätt, är skillnaden mellan inteckning och lagfart den, att lagfarten tryggar äganderätten, medan inteckningen tryggar andra rättigheter (panträtt, nyttjanderätt, avkomsträtt, servitutsrätt) till fast egendom.  
I inskränkt bemärkelse betyder inteckning det dokument, på grund varav panträtt för en fordran med inskrivning vunnits och vid vilket, även sedan fordringen upphört att gälla, kan förbli fäst rätten att ta ut ett visst belopp pengar ur egendomen.